# جيم غريس
جيم غريس (بالإنجليزية: Jim Grace)‏ هو لاعب كرة قدم أسترالية أسترالي، ولد في 21 سبتمبر 1868 في Burnley, Victoria ‏ في أستراليا، وتوفي في 31 ديسمبر 1938 في Royal Park, Melbourne ‏ في أستراليا.

## وصلات خارجية
- جيم غريس على موقع AustralianFootball.com (الإنجليزية)
- جيم غريس على موقع AFLtables.com (الإنجليزية)